# Marko Arapović
Marko Arapović (Zagreb, 20 de julio de 1996) es un baloncestista croata que pertenece a la plantilla del KK Krka Novo Mesto de la Liga Nova KBM de Eslovenia. Con 2,07 metros de estatura, juega en la posición de ala-pívot. Es hijo del que fuera internacional con las selecciones de Yugoslavia y Croacia Franjo Arapović.

## Trayectoria deportiva
Comenzó su carrera deportiva en las filas del KK Kaptol de la segunda división croata, de donde pasó al equipo de su ciudad, el Cibona Zagreb, aunque sus apariciones en el primer equipo fueron escasas, cuatro partidos el primer año y once en el segundo.
En 2014, con 18 años fichó por el KK Cedevita. Allí empezó a tener más minutos y en su segunda temporada promedió 5,9 puntos y 3,6 rebotes por partido.
En abril de 2016 anunció su intención de presentarse al Draft de la NBA de 2016, pero finalmente no resultó elegido.
El 17 de agosto de 2021, tras tres temporadas en las filas del Galatasaray, firma por el KK Krka Novo Mesto de la 1. A slovenska košarkarska liga.
En la temporada 2021-22, firma por el KK Krka Novo Mesto de la 1. A slovenska košarkarska liga.

### Selección nacional
Participó en su etapa juvenil en los Mundiales Sub-19 de Grecia 2015 con la selección nacional, donde consiguieron la medalla de plata, y en donde promedió 15,1 puntos y 10,3 rebotes por partido.